# Pleurobema
Pleurobema é um género de bivalve da família Unionidae.
Este género contém as seguintes espécies:
- Pleurobema altum
- Pleurobema avellanum
- Pleurobema beadleianum
- Pleurobema bournianum
- Pleurobema chattanoogaense
- Pleurobema clava
- Pleurobema collina
- Pleurobema cordatum
- Pleurobema curtum
- Pleurobema decisum
- Pleurobema flavidulum
- Pleurobema furvum
- Pleurobema Georgianum
- Pleurobema gibberum
- Pleurobema hagleri
- Pleurobema hanleyianum
- Pleurobema johannis
- Pleurobema marshalli
- Pleurobema murrayense
- Pleurobema nucleopsis
- Pleurobema oviforme
- Pleurobema perovatum
- Pleurobema plenum
- Pleurobema pyriforme
- Pleurobema riddellii
- Pleurobema rubellum
- Pleurobema rubrum
- Pleurobema strodeanum
- Pleurobema taitianum
- Pleurobema troschelianum
- Pleurobema verum